# Róka-hegyi kőfejtő 2. sz. barlangja
A Róka-hegyi kőfejtő 2. sz. barlangja a Duna–Ipoly Nemzeti Parkban lévő Budai Tájvédelmi Körzetben, Budapest III. kerületében található egyik barlang.

## Leírás
A Pilis hegység egyik legdélkeletibb hegyének, a Róka-hegynek egyik, már nem művelt kőfejtőjében, természetvédelmi területen, a DNy-i sziklafalban, a sziklafal alján nyílik a barlang bejárata. A kőfejtőnek a gépkocsival is járható, bejárati útján befelé haladva, a kőfejtőbe érve balra van a barlangbejárat. Az út túloldalán nyílik a Róka-hegyi kőfejtő 1. sz. barlangja. Az úttól egy kitaposott ösvény vezet a Róka-hegyi kőfejtő 2. sz. barlangjának bejáratához.
Egy barlangroncsból nyílik a 3,2 m hosszú barlang. Felső triász dachsteini mészkőben víz alatti oldódás hatására alakult ki. A barlang egy szűk és lejtő kúszójárat. Közel van a gyakran használt úthoz és ezért a barlangot és környékét leginkább az eldobált szemét veszélyezteti. A barlang megtekintéséhez nem kell engedély. Nem nehéz bejárni és barlangjáró alapfelszereléssel járható.
Előfordul a barlang az irodalmában Nyugati 2. sz.-barlang (Sásdi 1997) néven is.

## Kutatástörténet
Kőbányászat következtében tárult fel a barlang. Az 1973-ban napvilágot látott Budapest lexikonban meg van említve, hogy a Róka-hegy tetején és oldalain működő vagy félbehagyott kőfejtők mélyedéseiből két kis (hévizes eredetű) akna, illetve néhány kis mesterséges üreg nyílik. Az 1984-ben kiadott, Magyarország barlangjai című könyv országos barlanglistájában nem szerepel a barlang neve. A barlangot 1997. március 22-én Sásdi László és Kovács Richárd mérték fel, majd Sásdi László a felmérés alapján megszerkesztette a barlang alaprajz térképét. A térképen 1:100 méretarányban van bemutatva a barlang.